# Eugène Giraudet
Pour les articles homonymes, voir Giraudet (homonymie) et Eugène Giraudet (danseur).
Eugène Giraudet, né Louis Eugène Giraudet le 9 mai 1827 à Cusset (Allier) et mort le 5 décembre 1887 à Tours (Indre-et-Loire), est un médecin et historien français.
Il est le fils cadet du médecin et historien Alexandre Giraudet.

## Biographie
Second enfant d'Alexandre Giraudet et de Marie-Adèle Bassot, Louis Eugène Giraudet naît le 9 mai 1827 à Cusset (Allier) où son père exerce comme médecin. Sa famille et lui s'installent à Tours au début des années 1830. Il est tout d'abord employé à la préfecture de Tours mais en 1845 il entame des études de médecine, d'abord à Tours puis à Paris où il est l'élève d'Émile Roux.
Il devient médecin en 1852 et revient à Tours. Il intègre l'école de médecine, d'abord comme chef des travaux anatomiques, puis comme professeur. À partir de 1859 et jusqu'à sa mort, il est titulaire de la chaire d'anatomie et de physiologie. Ses publications scientifiques témoignent de son approche vitaliste du développement et de l'évolution des espèces vivantes.
Il se passionne pour l'histoire tourangelle dont il dépouille les archives. Il publie plusieurs ouvrages à ce sujet, dont le plus volumineux est, en 1873, une Histoire de la ville de Tours en deux tomes.
Il meurt à Tours le 5 décembre 1887. En 1891, le conseil municipal de Tours donne son nom à une rue de la ville, dans le quartier Febvotte-Marat.

## Publications
- Histoire de la ville de Tours, t. I et II, Tours, Les principaux libraires, 1873, VII-344 et 404 (plusieurs rééditions et réimpressions)
- Les artistes tourangeaux : architectes, armuriers, brodeurs, émailleurs, graveurs, orfèvres, peintres, sculpteurs, tapissiers de haute lisse. Notes et documents inédits : Mémoire de la Société archéologique de Touraine, t. XXXIII, 1885, CIV et 419 p.

Une liste complémentaire des publications d'Eugène Giraudet est diffusée par l'Académie des sciences, arts et belles lettres de Touraine.